# Heptacarpus
Heptacarpus is een geslacht van kreeftachtigen uit de klasse van de Malacostraca (hogere kreeftachtigen).

## Soorten
- Heptacarpus acuticarinatus Komai & Ivanov, 2008
- Heptacarpus brachydactylus (Rathbun, 1902)
- Heptacarpus brevirostris (Dana, 1852)
- Heptacarpus camtschaticus (Stimpson, 1860)
- Heptacarpus carinatus Holmes, 1900
- Heptacarpus commensalis Hayashi, 1979
- Heptacarpus decorus (Rathbun, 1902)
- Heptacarpus flexus (Rathbun, 1902)
- Heptacarpus franciscanus (Schmitt, 1921)
- Heptacarpus fuscimaculatus Wicksten, 1986
- Heptacarpus futilirostris (Spence Bate, 1888)
- Heptacarpus geniculatus (Stimpson, 1860)
- Heptacarpus grebnitzkii (Rathbun, 1902)
- Heptacarpus herdmani (Walker, 1898)
- Heptacarpus igarashii Hayashi & Chiba, 1989
- Heptacarpus jordani (Rathbun, 1902)
- Heptacarpus kincaidi (Rathbun, 1902)
- Heptacarpus longirostris (Kobyakova, 1936)
- Heptacarpus maxillipes (Rathbun, 1902)
- Heptacarpus minutus (Yokoya, 1930)
- Heptacarpus moseri (Rathbun, 1902)
- Heptacarpus palpator (Owen, 1839)
- Heptacarpus paludicola Holmes, 1900
- Heptacarpus pandaloides (Stimpson, 1860)
- Heptacarpus pugettensis Jensen, 1983
- Heptacarpus rectirostris (Stimpson, 1860)
- Heptacarpus sitchensis (Brandt, 1851)
- Heptacarpus stimpsoni Holthuis, 1947
- Heptacarpus stylus (Stimpson, 1864)
- Heptacarpus taylori (Stimpson, 1857)
- Heptacarpus tenuissimus Holmes, 1900
- Heptacarpus tridens (Rathbun, 1902)
- Heptacarpus yaldwyni Wicksten, 1984